# Donato Toma
Donato Toma (ur. 4 grudnia 1957 w Neapolu) – włoski ekonomista i samorządowiec, były wojskowy, od 2018 prezydent Molise.

## Życiorys
Początkowo zatrudniony w administracji finansowej, był również zawodowym żołnierzem w Korpusie Karabinierów (w stopniu lejtnanta). W 1984 ukończył studia z handlu i ekonomii na Uniwersytecie w Neapolu, później doktoryzował się w tej dyscyplinie. Uzyskał uprawnienia doradcy podatkowego oraz do nauczania. Pracował jako wykładowca na Uniwersytecie w Molise oraz Istituto di Istruzione Secondaria Superiore „Leopoldo Pilla” w Campobello, a także konsultant biznesowy i audytor w administracji lokalnej.
Działał jako asesor ds. budżetu we władzach gmin Campobasso oraz Bojano, nie należąc do żadnej partii politycznej. W marcu 2018 otrzymał rekomendację koalicji prawicowych partii na prezydenta Molise. Objął to stanowisko 8 maja 2018.